# Eric Flint

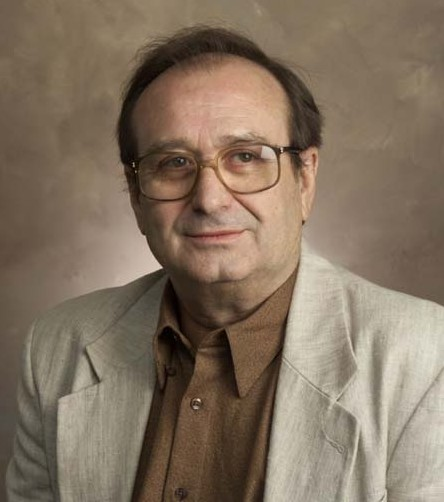
Eric Flint

Eric Flint (ur. 6 lutego 1947 w Burbank, zm. 17 lipca 2022 w East Chicago) – amerykański pisarz science-fiction (gatunek historii alternatywnej), edytor, zwolennik ebooków. 

## Popularne serie
- 1632
- Belizariusz